# Up and Down (Vengaboys)
Up and Down è un singolo del gruppo musicale olandese Vengaboys, pubblicato il 27 febbraio 1998.
Il remix di Tin Tin Out della canzone è stato campionato nel remix di DMC di Believe di Cher.
Il "Wooo!" nella canzone è campionato da Crash Goes Love di Loleatta Holloway.

## Accoglienza
Pop Rescue ha scritto nella sua recensione: "È semplice - 'su e giù, su e giù, su... e giù' - non c'è molto da ricordare quando ci balli in un club alle 3 del mattino. Di nuovo il ritmo martellante e rimbalzante, ci sono piccoli riff di synth e, a parte quel semplice set di testi da esercizio quasi aerobico, non c'è molto altro. Questo probabilmente ha giocato a suo vantaggio, aiutando a mantenerlo ordinato e orecchiabile."

## Tracce
Dutch CD single
1. Up and Down (Dutch CD single)
2. Up and Down (hard and long)

Dutch and Australasian maxi-CD single
1. Up and Down (airplay)
2. Up and Down (hard radio)
3. Up and Down (BCM radio)
4. Up and Down (more airplay)
5. Up and Down (hard and long)
6. Up and Down (BCM Clubmix)
7. Up and Down (airplay XXL)

UK CD and cassette single
1. Up and Down (airplay mix) – 3:41
2. Up and Down (Tin Tin Out Remix) – 7:48
3. Up and Down (Johan S. Toxic Dub Mix) – 6:49

UK 12-inch single
- A1. Up and Down (airplay XXL) – 5:51
- A2. Up and Down (Johan's Toxic Club Mix) – 6:49
- AA1. Up and Down (Tin Tin Out Remix) – 7:48